# 1708 w muzyce
Wydarzenia muzyczne w 1708 roku.

## Wydarzenia
- Alessandro Scarlatti wraca z Wenecji do Neapolu.
- Johann Sebastian Bach został organistą na dworze weimarskim.

## Dzieła
- William Corbett trumpet sonatas op. 3
- Johann Sebastian Bach kantata 143 Lobe den Herrn meine Seele i kantata 196.
- Lyra Davidica (hymny)

## Dzieła operowe
- André Campra – Hippodamie
- Georg Friedrich Händel – Daphne, Florindo
- Nicola Porpora – Aggripina
- Antonio Lotti – Teuzzone

## Urodzili się
- 8 lutego – Václav Jan Kopřiva, czeski kompozytor i organista (zm. 1789)
- 9 lutego – Egidio Romualdo Duni, włoski kompozytor (zm. 1775)
- 6 kwietnia[a] – Johann Georg Reutter, austriacki kompozytor i organista (zm. 1772)
- 5 maja – Johann Adolf Scheibe, niemiecki kompozytor epoki późnego baroku (zm. 1776)
- 19 czerwca – Johann Gottlieb Janitsch, niemiecki kompozytor (zm. 1763)
- 2 grudnia – Marianus Konigsperger, niemiecki kompozytor, organistą i benedyktyn (zm. 1769)

## Zmarli
- 1 października – John Blow, angielski kompozytor i organista epoki późnego baroku (ur. 1649)